# Cerrar los ojos
Cerrar los ojos è un film del 2023 scritto e diretto da Víctor Erice.

## Trama
Nel 1990 Julio Arenas, un famoso attore, scompare durante le riprese di un film. Il suo corpo non sarà mai ritrovato e il caso viene archiviato. Ventidue anni dopo, un programma televisivo dedica una serata alla vicenda, sollecitando la testimonianza del miglior amico di Julio e regista del film in questione, Miguel Garay, per cui il ritorno a Madrid sarà un tuffo nel passato.

## Produzione
Il film, che segna il ritorno al lungometraggio da parte di Erice a più di trent'anni da Il sole della mela cotogna, è stato tenuto segreto fino al luglio 2022, quando, a sceneggiatura ultimata e pochi mesi dalle riprese, è stato svelato in un annuncio di finanziamenti pubblici della televisione andalusa. Originariamente, Ginés García Millán avrebbe dovuto interpretare il ruolo di Manolo Solo. Le riprese sono cominciate nell'ottobre del 2022 e sono continuate fino a dicembre, tenendosi a Granada, in Almería, nelle Asturie, a Madrid (tra cui alcune scene al Museo del Prado) e ad Alcalá de Henares.

## Promozione
La prima clip del film è stata pubblicata online il 9 maggio 2023.

## Distribuzione
Il film è stato presentato in anteprima il 22 maggio 2023 al 76º Festival di Cannes, nella sezione non competitiva "Cannes Première". È stato distribuito nelle sale cinematografiche spagnole a partire dal 29 settembre dello stesso anno da Avalon.